# Ernest Dunlop Swinton
Pour les articles homonymes, voir Swinton.
Ernest Dunlop Swinton, né le 21 octobre 1868 à Bangalore et mort le 15 janvier 1951 à Oxford, est un officier britannique des Royal Engineers.
C'est un des pionniers du développement et de l'adoption du char de combat au cours de la Première Guerre mondiale. Il est crédité d'avoir inventé le mot « tank » comme nom de code pour les premiers chars de combat.